# 福里斯特·雷·莫爾頓
福里斯特·雷·莫爾頓（英語：Forest Ray Moulton，1872年4月29日—1952年12月7日）是一位美國天文學家。
他出生在密歇根州的勒羅伊 (密歇根州)，並在阿爾比恩學院接受教育。他在1894年獲得文學士的學位後，在芝加哥大學繼續深造，1899年獲得哲學博士學位。在芝加哥大學，他歷任天文學助教（1898－1900）、講師（1900－1903）、助理教授（1903－1908）、副教授（1908－1912）、教授（1912年－）。
他是張伯倫莫頓假說的著名擁護者，認為行星是從微小的微行星合併而成的。他們的假設需要另一顆恆星的接近來觸發微行星的凝結，然而此一概念已經失寵了。
在20世紀的第一個10年，發現一些額外的小衛星在軌道上繞著木星。莫爾頓博士提出這些實際都是引力捕獲的星子。這一理論已被天文學家們認同。
月球上的莫爾頓環形山、求解微分方程組的亞當斯-莫爾頓法和幾何學的Moulton plane，都是以他的名字命名。

## 著作
他在1907年是美國數學學會彙刊的副主編，在1908年成為卡内基科学研究所的副研究員。他曾擔任美國科學促進會（AAAS）的秘書多年，舉辦的專題討論會超過20次，並編輯專刊。除了天文和數學期刊的各種貢獻，他的著作還有： 
- An Introduction to Celestial Mechanics (1902;[4] second revised edition, 1914)
- An Introduction to Astronomy (1905)
- Descriptive Astronomy (1912)
- Periodic Orbits (1920)
- New Methods in Exterior Ballistics (1926)[5]
- Differential Equations (1930)[6]
- Astronomy (1931)[7]
- Consider the Heavens (1935)

## 外部連結
- Forest Ray Moulton的作品  - 古騰堡計劃
- 互联网档案馆中福里斯特·雷·莫爾頓的作品或与之相关的作品
- 約翰·J·奧康納; 埃德蒙·F·羅伯遜, ,  （英语）
- JRASC 47 (1954) 84 (obituary) （页面存档备份，存于）
- PASP 65 (1954) 60 (obituary) （页面存档备份，存于）